# Georg Freytag
Georg Wilhelm Friedrich Freytag (Lüneburg, 19 settembre 1788 – Bonn, 16 novembre 1861) è stato un filologo e arabista tedesco.

## Gioventù
Freytag studiò filologia e teologia nell'Università di Göttingen, in cui dal 1811 al 1813 lavorò come Tutor di Teologia. Nell'ultimo anno accettò la nomina a vice Bibliotecario  a Königsberg e nel 1815 divenne un cappellano nell'esercito prussiano. In tale veste poté visitare Parigi.

## Carriera
Alla proclamazione della pace dopo la caduta di Napoleone (Trattato di Parigi (1815)), Freytag lasciò il suo incarico di cappellano e tornò ai suoi studi di lingua araba, Persiano e lingua turca, studiando a Parigi sotto Silvestre de Sacy. Nel 1819 fu nominato professore di Orientalistica nella Università di Bonn di recente creazione: posto che mantenne fino alla sua morte nel 1861.

## Lavori pubblicati
Il suo più noto lavoro fu probabilmente il Lexicon Arabico-Latinum (Halle, 1830-1837), una sintesi del quale fu pubblicata nel 1837. Il Lexicon costituiva un'edizione rivista e ampliata del primo lavoro importante di Jacobus Golius. Altri lavori significativi di Freytag includono:
- Selecta ex Historia Halebi, 1819; selezione di brani della "Storia di Aleppo" di Ibn al-Adim.
- Hamasae Carmina cum Tebrisii scholiis integris di Abu Tammam, 1828-1852 – edizione del capolavoro arabo della Ḥamāsa (in 2 volumi).
- Darstellung der arabischen Verskunst, 1830 – un trattato sui versi poetici arabi.
- Kurzgefasste Grammatik der hebräischen Sprache, 1835 – un compendio di grammatica ebraica.
- Arabum proverbia; vocalibus instruxit, latine vertit, 1838-1843 – sui proverbi arabi (in 3 volumi).
- Einleitung in das Studium der arabischen Sprache, 1861 – Introduzione allo studio della lingua araba.[1][3]